# Maria Ehrich
Maria Ehrich (Erfurt, 26 febbraio 1993) è un'attrice tedesca.
Ha recitato principalmente per la televisione, prima di diventare nota nel 2013 per il ruolo di Gwendolyn Sheperd nei film tratti dalla Trilogia delle gemme di Kerstin Gier.

## Biografia
Maria Ehrich nasce il 26 febbraio 1993 a Erfurt, in Germania; è la maggiore di tre fratelli e il padre gestisce un locale notturno. Debutta all'età di undici anni, quando sua madre legge sul giornale l'annuncio di un casting per il film Un fratello a 4 zampe, che le vale la nomination come Miglior debutto femminile in un film agli Undine Awards del 2005. Negli anni successivi partecipa, in ruoli secondari o da guest star, a numerosi film e serie destinati alla televisione, come A gonfie vele (2005), Dream Hotel (2006), Dresda (2006), Die Frau vom Checkpoint Charlie (2007), Ein Ferienhaus auf Ibiza (2008). Nel 2009 ottiene una parte nel film musicale Rock It!, con Emilia Schüle, Daniel Axt e Vivien Wulf: nella pellicola, che esce nel corso del 2010, interpreta Francesca, la migliore amica della protagonista.
Nel 2011 ha parti minori in due serie televisive e un film; alla fine dell'anno, viene annunciata come protagonista della pellicola Ruby Red, primo capitolo della Trilogia delle gemme della scrittrice tedesca Kerstin Gier. Una volta concluse le riprese nella seconda metà del 2012, Maria Ehrich entra nel cast della miniserie televisiva Una famiglia, dove interpreta Alma, la figlia di un ricco mercante di Berlino, che all'inizio del ventesimo secolo dà alla luce un figlio fuori dal matrimonio. Lo stesso anno interpreta Anke nel film Für Elise e si diploma al Heinrich-Hertz-Gymnasium di Berlino.
Nell'aprile 2013, a un mese dall'uscita nelle sale di Ruby Red, vince il premio di Miglior nuova attrice ai New Faces Awards per Una famiglia. A giugno comincia le riprese del film televisivo Die kleine Meerjungfrau, basato sulla fiaba La sirenetta di Hans Christian Andersen e mandato in onda in inverno, mentre a settembre viene annunciata la produzione del sequel di Ruby Red, Ruby Red II - Il segreto di Zaffiro, che è uscito nelle sale tedesche il 14 agosto 2014. È di nuovo sul grande schermo con Ruby Red III - Verde smeraldo nell'estate 2016.

## Filmografia

### Cinema
- Un fratello a 4 zampe, regia di Peter Timm (2004)
- Rudy maialino dispettoso 2 (Rennschwein Rudi Rüssel 2 - Rudi rennt wieder!), regia di Peter Timm (2007)
- Rock It!, regia di Mike Marzuk (2010)
- Für Elise, regia di Wolfgang Dinslage (2012)
- Ruby Red (Rubinrot), regia di Felix Fuchssteiner (2013)
- Sie heisst jetzt Lotte!, regia di Anne-Kathrin Wetzel – cortometraggio (2013)
- Ruby Red II - Il segreto di Zaffiro (Saphirblau), regia di Felix Fuchssteiner (2014)
- Ruby Red III - Verde smeraldo (Smaragdgrün), regia di Felix Fuchssteiner  (2016)
- Faking Bullshit - Krimineller als die Polizei erlaubt!, regia di Alexander Schubert (2020)
- Prey, regia di Thomas Sieben (2021)

### Televisione
- Die Hollies – serie TV (2003)
- A gonfie vele (Eine Mutter für Anna), regia di Peter Kahane – film TV (2005)
- Dream Hotel (Das Traumhotel) – serie TV, episodio 1x06 (2006)
- Dresda (Dresden), regia di Roland Suso Richter – film TV (2006)
- Nella rete dell'amore (In den Netzen der Liebe), regia di John Delbridge – film TV (2006)
- Die Frau vom Checkpoint Charlie, regia di Miguel Alexandre – film TV (2007)
- Ein Ferienhaus auf Ibiza, regia di Marco Serafini – film TV (2008)
- Meine wunderbare Familie – serie TV, episodi 1x01-1x02 (2008)
- Un'estate a Norrsunda (Sommer in Norrsunda), regia di Thomas Herrmann – film TV (2008)
- Ein Date fürs Leben, regia di Andi Niessner – film TV (2009)
- Danni Lowinski – serie TV, episodio 1x02 (2010)
- Doctor's Diary - Gli uomini sono la migliore medicina (Doctor's Diary - Männer sind die beste Medizin) – serie TV, episodi 3x01-3x02-3x04 (2011)
- Ausgerechnet Sex!, regia di Andi Niessner – film TV (2011)
- Squadra Speciale Stoccarda (SOKO Stuttgart) – serie TV, episodio 3x15 (2011)
- Stolberg – serie TV, episodio 10x03 (2012)
- Heiter bis tödlich: Alles Klara – serie TV, episodio 1x09 (2012)
- Krimi.de – serie TV (2012)
- Una famiglia (Das Adlon. Eine Familiensaga), regia di Uli Edel – miniserie TV, puntata 1 (2013)
- Polizeiruf 110 – serie TV, episodio 42x02 (2013)
- Ein starkes Team – serie TV, episodio 1x55 (2013)
- Le più belle fiabe dei fratelli Grimm – serie TV, episodio 6x03 (2013)
- Götz von Berlichingen, regia di Carlo Rola – film TV (2014)
- Twilight Over Burma, regia di Sabine Derflinger – film TV (2015)
- Una strada verso il domani - Ku'damm 56 (Ku'damm 56) – miniserie TV (2016)
- La soffiatrice di vetro (Die Glasbläserin), regia di Christiane Balthasar – film TV (2016)
- Chaos-Queens – serie TV, episodio 1x03 (2018)
- Una strada verso il domani 2 - Ku'damm 59 (Ku'damm 59) – miniserie TV (2018)
- Altes Land – serie TV, episodi 1x01-1x02 (2020)
- Schneewittchen am See, regia di Alex Schmidt – film TV (2020)
- Una strada verso il domani 3 - Ku'damm 63 (Ku'damm 63) – miniserie TV (2021)
- Die Pflegionärin – miniserie TV, episodio 1x02 (2022)

## Riconoscimenti
- 2005 – Undine Awards
  - Nomination – Miglior debutto femminile in un film per Un fratello a 4 zampe.
- 2013 – New Faces Awards
  - Vinto – Miglior nuova attrice per Una famiglia.

## Doppiatrici italiane
Nelle versioni in italiano dei suoi film, Maria Ehrich è stata doppiata da:
- Francesca Manicone in Un fratello a 4 zampe
- Giulia Tarquini in Inga Lindström - Nella rete dell'amore
- Joy Saltarelli in Inga Lindström - Un'estate a Norrsunda, Ruby Red, Ruby Red II - Il segreto di Zaffiro e Ruby Red III - Verde smeraldo
- Eva Padoan in Doctor's Diary - Gli uomini sono la migliore medicina
- Erica Necci in Squadra Speciale Stoccarda
- Veronica Puccio in Una famiglia
- Eleonora Reti in Una strada verso il domani - Ku'damm 56 e Una strada verso il domani 2 - Ku'damm 59
- Ilaria Latini in La soffiatrice di vetro